# La pendiente resbaladiza
La pendiente resbaladiza (también titulada como La cuesta resbalosa) es la décima novela de la serie Una serie de catastróficas desdichas por Lemony Snicket.

## Argumento
El libro comienza donde el carnaval carnívoro los dejó. Klaus y Violet Baudelaire  están rodando por una ladera de una montaña en una caravana fuera de control, mientras que Sunny Baudelaire está cautiva por el Conde Olaf y sus secuaces. Los dos hermanos viajan montaña arriba, descubriendo que los malvados los han seguido. Se refugian de los insectos en una cueva, descubriendo que está ocupada por sus perseguidores. Carmelita Spats, la rival de los niños en Una academia muy austera, es miembro de la organización que persigue a los niños, junto con su tío Bruce (el hombre que coleccionó los reptiles de tío Monty) y un niño que parece tener conocimiento de V.F.D., dan la bienvenida a los Baudelaire para que se queden con ellos. Durante la noche, el niño les habla y los conduce por sede de la V.F.D. 
Mientras tanto, el conde Olaf, sus socios y Sunny están en la cima de Monte Fraught, la montaña más alta de la región. Más tarde Olaf le ordena al Hombre con la Mano del Gancho que busque salmones en el arroyo cercano. Dos personas llegan y anuncian que han quemado con éxito la sede de la V.F.D. además de darles las primeras doce páginas del Archivo Snicket. El hombre le da a Esmé un cigarrillo verde que en realidad es un Dispositivo Inflamable Verde, un dispositivo utilizado por V.F.D. para señalar en caso de emergencia encenderlo en llamas y enviando humo verde al aire. Sunny se da cuenta del dispositivo inflamable verde de Esmé Squalor y usa uno para señalar a sus hermanos. Luego, Violet y Quigley viajan de nuevo por la montaña. Encienden un Dispositivo Inflamable Verde al lado. Esmé ve un poco de humo verde al pie de la ladera. Ella desciende. Cuando llega al final, se encuentra con tres desconocidos enmascarados (los Baudelaire y Quigley), y la ayudan a subir la cuesta, con la esperanza de obligar al Conde Olaf a renunciar a Sunny.
Los tres demandan el regreso de Sunny. Olaf se niega, hasta que Violet finge saber la ubicación de un azucarero perdido anteriormente arrojado al río (que es misteriosamente importante para Olaf y su grupo). Olaf intercambia el plato, pero los Snow Scouts alcanzan la cima. Klaus, Violet y Quigley se quitan las máscaras para convencer a los exploradores de que huyan. Los exploradores, además de Carmelita Spats, y varios de los asociados del Conde Olaf son atrapados en una red en una trama para reclutar a los niños a la compañía del Conde Olaf, quemar sus casas y llevarse la fortuna de sus familias. Olaf ordena a las dos mujeres de cara blanca agarrar a Sunny y arrojarla de la montaña, pero se van en protesta y dejan de trabajar para Olaf. Luego los Snow Scouts son tomados por los asociados de Olaf. Los Baudelaires y Quigley agarran un tobogán y se deslizan por la ladera, pero cuando llegan al fondo, la cascada congelada se rompe. En la inundación que siguió, los hermanos Baudelaire y Quigley Quagmire están separados. Quigley y Violet se llaman desesperadamente el uno al otro, y Quigley trata de decirles que se encuentren con él en alguna parte, pero no se los puede escuchar a la prisa del agua corriente.

## Adaptación
El libro será adaptado dentro del capítulo uno y dos de la tercera temporada de la serie A Series of Unfortunate Events producida por Netflix.
- Datos: Q1880392